# Санниколау де Мунте (Бихор)
Санниколау де Мунте (рум. Sânnicolau de Munte) насеље је у Румунији у округу Бихор у општини Сакуени. Oпштина се налази на надморској висини од 118 m.

## Становништво
Према подацима из 2002. године у насељу је живело 907 становника.

### Попис2002.
| Расподела становништва по националности 2002.‍ | Расподела становништва по националности 2002.‍ | Расподела становништва по националности 2002.‍ | Расподела становништва по националности 2002.‍ | Расподела становништва по националности 2002.‍ |
| --------------------------------------------- | --------------------------------------------- | --------------------------------------------- | --------------------------------------------- | --------------------------------------------- |
|                                               |                                               |                                               |                                               |                                               |
| Румуни                                        | Румуни                                        |                                               | 7                                             | 0,8%                                          |
| Мађари                                        | Мађари                                        |                                               | 682                                           | 75,3%                                         |
| Роми                                          | Роми                                          |                                               | 217                                           | 24,0%                                         |